# Реджи, София
София Александровна Фёдорова, в замужестве Ченцова, сценический псевдоним Реджи (2 сентября 1896, Оренбург — 1961, Лузерна-Сан-Джованни, Италия) — певица, актриса.

## Биография
Родилась в семье актрисы Анастасии Логиновны Фёдоровой-Горской, об отце сведений не сохранилось.
До 1924 года выступала на территории Российской Империи и Советского союза. В 1924 эмигрировала в Китай, где выступала в Харбинском театре миниатюр «Мозаика». Выступала в харбинских кабаре и пела в церковном хоре Свято-Николаевской церкви в Харбине, с гастролями посещала Циндао и Шанхай.
С 1945 года, когда в Китае установилась коммунистическая власть, прекратила выступления, но в силу недостатка средств не смогла покинуть Китай самостоятельно. Только в 1959 году благотворительная «Организация объединённых церквей» перевозит ее вместе с мужем, Томским-Поповым Сергеем Александровичем, в дом престарелых «Вилла Оланда» в Лузерна-Сан-Джованни в Италии, где София проживала до своей смерти в 1961 году.